# 2001 UA17
2001 UA17, também escrito como 2001 UA17, é um objeto transnetuniano (TNO) que está localizado no cinturão de Kuiper, uma região do Sistema Solar. Ele é classificado como um cubewano. O mesmo possui uma magnitude absoluta de 6,6 e tem um diâmetro com cerca de 211 km. O astrônomo Mike Brown liste este corpo celeste em sua página na internet como um candidato a possível planeta anão.

## Descoberta
2001 UA17 foi descoberto no dia 17 de outubro de 2001 pelos astrônomos O. R. Hainaut, e D. Kinoshita.

## Órbita
A órbita de 2001 UA17 tem uma excentricidade de 0,071 e possui um semieixo maior de 42,915 UA. O seu periélio leva o mesmo a uma distância de 39,888 UA em relação ao Sol e seu afélio a 45,942 UA.